# 于休烈
于 休烈（う きゅうれつ、692年 - 772年）は、唐代の官僚・学者。本貫は京兆府高陵県。

## 経歴
幼くして学問を好み、文章を作るのを得意とした。賀朝・万斉融・包融と文辞の友として当時に名声を等しくした。進士に及第し、さらに制策に応じて登第し、秘書省正字に任じられた。右補闕・起居郎・集賢院学士を歴任し、比部員外郎に転じ、郎中に進んだ。楊国忠が宰相となると、自分につかない者を排除したので、休烈は中部郡太守として出された。
安禄山が乱を起こし、粛宗が即位すると、休烈は中部郡から霊武に赴き、給事中に抜擢された。太常寺少卿に転じ、知礼儀使事をつとめ、修国史を兼ねた。粛宗が鳳翔府から長安に帰ると、休烈は史籍を点検して、興慶宮の史館に所蔵されていた『国史』106巻・『開元実録』47巻や起居注ならびに余書3682巻が焼けてしまったことを確認した。そこで賞金を懸けて史官が収得している史書を収集させ、数カ月のうちに『国史』と『実録』を回収した。また前の修史官の韋述が洛陽に入ると、その家蔵の『国史』113巻を官に送らせた。
ほどなく休烈は工部侍郎・修国史に転じ、『五代帝王論』を献上した。宰相の李揆に憎まれ、国子祭酒とされ、権史館修撰とされた。休烈は平然として、意に介さなかった。乾元元年（758年）、張皇后は元旦と冬至の日に百官が光順門で皇后を朝賀する礼を行おうとした。休烈は顕慶年間以降に則天武后が始めたもので、礼を失していると上奏し、粛宗はこれを取りやめた。
宝応元年（762年）、代宗が即位すると、休烈は宰相の元載の推薦により、修国史を兼ねたまま、右散騎常侍に任じられた。ほどなく礼儀使を加えられた。再び工部侍郎に転じた。大暦2年（767年）、検校工部尚書に進み、判太常寺卿事を兼ねた。正式に工部尚書に任じられ、東海郡公に封じられ、金紫光禄大夫の位を加えられた。大暦7年（772年）、死去した。享年は81。尚書左僕射の位を追贈された。諡は元。文集10巻があり、当時に通行した。

## 家族
- 高祖父：于志寧[1][8]
- 曾祖父：于慎言（符璽郎）
- 祖父：于安貞（呉県県令）
- 父：于黙成（沛県県令、早逝）[1][9]
- 妻：韋氏
- 長男：于益
- 次男：于粛[7][6]
- 孫：于敖[7][10]

## 伝記資料
- 『旧唐書』巻149 列伝第99
- 『新唐書』巻104 列伝第29